# Ben&Ben
Ben&Ben è un gruppo musicale filippino formatosi nel 2016. È costituito da nove musicisti.

## Storia del gruppo
I Ben&Ben si sono fatti conoscere con l'album in studio d'esordio Limasawa Street (2019), certificato quadruplo platino dalla Philippine Association of the Record Industry e premiato con un Awit Award,
Hanno ricevuto la nomination per il Best Southeast Asian Act agli MTV Europe Music Awards 2020. Il brano Sa susunod na habang buhay (2020) è stato il primo a scalare la Philippines Songs fino al podio.
Il secondo disco, intitolato Pebble House, Vol. 1: Kuwaderno, è stato presentato nell'agosto 2021 ed è stato riconosciuto con l'Awit Award all'album dell'anno.

## Formazione
- Paolo Benjamin Guico – voce, chitarra acustica
- Miguel Benjamin Guico – voce, chitarra acustica
- Poch Barretto – chitarra, cori
- Jam Villanueva – batteria
- Agnes Reoma – basso
- Pat Lasaten – tastiere
- Toni Muñoz – percussioni
- Andrew De Pano – percussioni, cori
- Keifer Cabugao – violino, cori

## Discografia

### Album in studio
- 2019 – Limasawa Street
- 2021 – Pebble House, Vol. 1: Kuwaderno
- 2024 – The Traveller Across Dimensions

### Singoli
- 2016 – Susi
- 2017 – Ride Home
- 2017 – Leaves
- 2017 – Kathang isip
- 2017 – Maybe the Night
- 2018 – Sunrise
- 2018 – Dati
- 2018 – Branches
- 2018 – Ours (con Harv)
- 2019 – Mitsa (Salamat)
- 2019 – Pagtingin
- 2019 – Araw-araw
- 2019 – Paalam (con Moira Dela Torre)
- 2019 – Masyado pang maaga
- 2020 – Sa susunod na habang buhay
- 2020 – Doors
- 2020 – Lifetime
- 2020 – Nakikinig ka ba sa akin
- 2020 – Di ka sayang
- 2021 – Inevitable
- 2021 – Upuan
- 2021 – Magpahinga
- 2021 – Leaves (feat. Young K)
- 2021 – Mapa (con i SB19)
- 2021 – Pasalubong (con Moira Dela Torre)
- 2021 – Sugat (con Munimuni)
- 2021 – Tuloy na tuloy pa rin ang pasko
- 2021 – Lunod (feat. Zild & Juan Karlos)
- 2022 – Mag-ingat
- 2022 – Paninindigan kita
- 2022 – Langyang pag-ibig
- 2022 – The Ones We Once Loved
- 2022 – Dear
- 2023 – The Way You Look at Me
- 2023 – Could Be Something
- 2023 – Courage
- 2023 – Autumn (solo o con Belle Mariano)
- 2024 – Comets (solo o con Petra Sihombing)
- 2024 – Salbabida
- 2024 – Triumph